# Bouhachana
Bouhachana es un municipio (baladiyah) de la provincia o valiato de Guelma en Argelia. En abril de 2008 tenía una población censada de 5596 habitantes.
Se encuentra ubicado al noreste del país, cerca de la costa del mar Mediterráneo y de la frontera con Túnez, y al este de la capital del país, Argel.